# Cárter húmedo

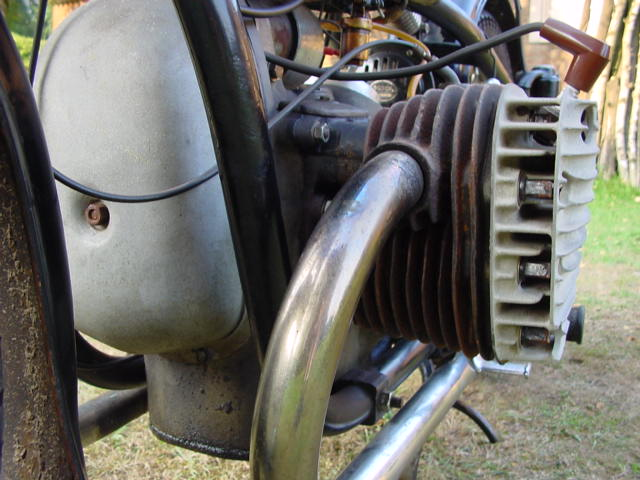
Cárter húmedo (situado en la parte inferior del bloque motor) de una motocicleta BMW

Se denomina cárter húmedo (o también cárter mojado) a un tipo de sistema de lubricación de un motor de combustión interna en el que el cárter inferior funciona como depósito de aceite. Un sistema alternativo es el cárter seco, en el que el aceite se bombea desde un cárter inferior poco profundo (que funciona como sumidero) a un depósito externo, situado junto al bloque del motor.

## Características
Los motores de pistón se lubrican con aceite, que se bombea para mantener permanentemente engrasados los cojinetes donde se apoya el cigüeñal, desde donde escurre por gravedad hacia la parte inferior del bloque motor. En la mayoría de los automóviles y motocicletas de serie, que utilizan un sistema de cárter húmedo, el aceite se recoge en un recipiente de unos 3 a 10 litros (0,8 a 2,6 galAm) de capacidad situado en la base del bloque motor, conocido simplemente como cárter o cárter de aceite, desde donde una bomba de aceite lo impulsa de nuevo hacia los cojinetes. Como ya se ha indicado, el espacio donde se recoge el aceite también sirve como tapa inferior del bloque motor.
La principal ventaja de un cárter húmedo es la simplicidad de su diseño, utilizando una sola bomba y sin depósito externo. Dado que el cárter es interno, no hay necesidad de manguitos o tubos que conecten el motor a un cárter externo en las que se pudieran producir fugas. Además, en caso de avería, una bomba de aceite interna es generalmente más difícil de sustituir, aunque esta circunstancia depende del diseño del motor.
Un diseño de cárter húmedo puede ser problemático en un coche de carreras, ya que las grandes aceleraciones (fuerza g) que un vehículo puede experimentar al circular por curvas a alta velocidad, hacen que el aceite del cárter se desplace considerablemente de su posición de equilibrio horizontal, de forma que la bomba de aceite funcione en vacío, lo que a su vez provoca que deje de haber aceite brevemente en el sistema y pueda dañarse el motor. En una motocicleta este problema no es tan acusado, ya que las motos se inclinan en las curvas y el aceite no se desplaza hacia los lados. No obstante, las motocicletas de carreras suelen beneficiarse de la lubricación por cárter seco, ya que el cárter poco profundo permite que el motor se monte más abajo en el bastidor; y un depósito de aceite separado permite un enfriamiento mejorado del lubricante. En algunas motocicletas de cárter seco, como la Yamaha TRX850 y la Yamaha TDM, el depósito de aceite está ubicado encima de la caja de cambios y es parte integral del motor.
Los primeros motores estacionarios utilizaban una pequeña paleta situada en el extremo del cigüeñal o biela para ayudar con la lubricación de las paredes del cilindro mediante una acción salpicadura. Los motores pequeños modernos, como los que se utilizan en las cortadoras de césped, utilizan una rueda de paletas para realizar la misma función.

## Motores de dos y cuatro tiempos
Los motores de dos tiempos pequeños, como los de ciclomotores y cortacéspedes, utilizan carburante lubricado. Estos motores se valen de la compresión del gas en el interior del bloque motor para impulsar hasta el cilindro la mezcla de aire y carburante a través del cárter. Esto excluye el uso de sistemas de cárter húmedo y de cárter seco, ya que el exceso de aceite contaminaría la mezcla, lo que provocaría que se quemara el exceso de aceite en el motor, y por lo tanto, se produciría un nivel de emisiones excesivo. Estos motores consumen una mezcla de combustible/aire/aceite, con el aceite previamente mezclado con el combustible, o inyectado por separado en los cilindros y cojinetes del motor mediante una bomba. Los grandes motores de dos tiempos utilizados en locomotoras, maquinaria de obra y barcos, pueden tener cárteres secos o húmedos, dado que no utilizan la compresión del cárter para impulsar la mezcla, y en su lugar emplean un sistema de alimentación forzada separado, ya sea un soplador mecánico como un compresor volumétrico o un turbocompresor.
Los motores de cuatro tiempos suelen utilizar indistintamente sistemas de cárter húmedo o de cárter seco, si bien este último es más habitual en automóviles de alto rendimiento y especialmente en aeronaves.

## Tipos de cárter húmedo
- Por rociado del lubricante
- Sistema de salpicaduras y presión
- Sistema de alimentación a presión completo